# Football Club Internazionale Milano 1977-1978
Questa voce raccoglie le informazioni riguardanti il Football Club Internazionale Milano nelle competizioni ufficiali della stagione 1977-1978.

## Stagione
Orfana di Sandro Mazzola — passato a un ruolo dirigenziale subito dopo aver appeso gli scarpini al chiodo — l'Inter chiamò in panchina Eugenio Bersellini, accolto tiepidamente per via della retrocessione alla guida della Sampdoria nell'ultimo torneo: tra i nuovi acquisti Scanziani e Altobelli, cui il debutto in Serie A riservò una sconfitta per mano del Bologna.
Fallimentari anche la partecipazione all'Europa — dove una scarsamente quotata Dinamo Tbilisi eliminò a sorpresa i nerazzurri complice uno svarione di Facchetti all'andata — e il bilancio delle stracittadine, con Buriani «mattatore» della partita svoltasi il 6 novembre 1977: a evitare un nuovo capitombolo il 12 marzo 1978 pensava Bordon, parando il rigore calciato da Calloni.
A riscattare una deludente zona Uefa in campionato (legittimata peraltro con sofferenza nelle battute finali) provvedette il successo in Coppa Italia, riportato a danno del Napoli: assicurato alla bacheca un trofeo mancante nello specifico dal 1939, i milanesi salutarono l'addio di Giacinto Facchetti iscrivendosi per la prima volta nella loro storia alla Coppa delle Coppe.

## Divise
| 1ª divisa |

## Organigramma societario
Area direttiva
- Presidente: Ivanoe Fraizzoli
- Vicepresidente: Giuseppe Prisco e Angelo Corridori
- Consigliere delegato: Sandro Mazzola

Area tecnica
- Direttore Sportivo: Giancarlo Beltrami
- Allenatore: Eugenio Bersellini
- Allenatore in seconda e preparatore atletico: Armando Onesti

Area sanitaria
- Medico sociale: Mario Benazzi
- Massaggiatore: Giancarlo Della Casa

## Rosa

L'undici dell'Inter 1977-1978: fu l'ultima stagione da calciatore per il capitano Giacinto Facchetti (accovacciato in centro con la fascia), il reduce più longevo della Grande Inter.

| N. |                   | Ruolo | Calciatore                    |
| -- | ----------------- | ----- | ----------------------------- |
|    | Italia (bandiera) | P     | Ivano Bordon (I)              |
|    | Italia (bandiera) | P     | Renato Cipollini              |
|    | Italia (bandiera) | D     | Giuseppe Baresi (I)           |
|    | Italia (bandiera) | D     | Graziano Bini                 |
|    | Italia (bandiera) | D     | Nazzareno Canuti              |
|    | Italia (bandiera) | D     | Adriano Fedele                |
| 3  | Italia (bandiera) | D     | Giacinto Facchetti (capitano) |
|    | Italia (bandiera) | D     | Angiolino Gasparini           |
|    | Italia (bandiera) | D     | Roberto Tricella              |
|    | Italia (bandiera) | C     | Renato Acanfora               |
|    | Italia (bandiera) | C     | Odoacre Chierico              |

| N. |                   | Ruolo | Calciatore           |
| -- | ----------------- | ----- | -------------------- |
|    | Italia (bandiera) | C     | Gianpiero Marini     |
|    | Italia (bandiera) | C     | Claudio Merlo        |
|    | Italia (bandiera) | C     | Gabriele Oriali      |
|    | Italia (bandiera) | C     | Giuseppe Pavone      |
|    | Italia (bandiera) | C     | Giorgio Roselli      |
|    | Italia (bandiera) | C     | Antonio Sabato       |
|    | Italia (bandiera) | C     | Alessandro Scanziani |
|    | Italia (bandiera) | A     | Alessandro Altobelli |
|    | Italia (bandiera) | A     | Pietro Anastasi      |
|    | Italia (bandiera) | A     | Carlo Muraro         |

## Risultati

### Serie A

#### Girone di andata
| Arbitro: | Lattanzi (Roma) |

|  |           |              |
|  | Marcatori | 38’ De Ponti |

| Arbitro: | Michelotti (Parma) |

|             |           |                             |
| Callioni 9’ | Marcatori | 20’ Scanziani 59’ Altobelli |

| Arbitro: | Agnolin (Bassano del Grappa) |

|            |           |  |
| Oriali 35’ | Marcatori |  |

| Arbitro: | Menegali (Roma) |

|              |           |  |
| Graziani 61’ | Marcatori |  |

| Arbitro: | Prati (Parma) |

|               |           |              |
| Altobelli 37’ | Marcatori | 63’ Giordano |

| Arbitro: | Michelotti (Parma) |

|  |           |                             |
|  | Marcatori | 56’ Altobelli 90’ Scanziani |

| Arbitro: | Serafino (Roma) |

|              |           |                                   |
| Anastasi 77’ | Marcatori | 4’, 84’ Buriani 51’ (rig.) Rivera |

| Arbitro: | Ciacci (Firenze) |

|                |           |               |
| Speggiorin 26’ | Marcatori | 22’ Altobelli |

| Arbitro: | Reggiani (Bologna) |

|               |           |  |
| Scanziani 52’ | Marcatori |  |

| Verona 11 dicembre 1977, ore 15:30 10ª giornata | Verona        | 0 – 0 | Inter | Stadio Marcantonio Bentegodi\| Arbitro: \| Longhi (Roma) \| |
| Arbitro:                                        | Longhi (Roma) |       |       |                                                             |

| Arbitro: | Michelotti (Parma) |

|  |           |              |
|  | Marcatori | 85’ Tardelli |

| Milano 31 dicembre 1977, ore 15:30 12ª giornata | Inter            | 0 – 0 | Pescara | Stadio San Siro\| Arbitro: \| D'Elia (Salerno) \| |
| Arbitro:                                        | D'Elia (Salerno) |       |         |                                                   |

| Arbitro: | Agnolin (Bassano del Grappa) |

|                          |           |                          |
| Di Bartolomei 45’ (rig.) | Marcatori | 35’ Marini 90’ Scanziani |

| Arbitro: | Lapi (Firenze) |

|                           |           |  |
| Anastasi 8’ Altobelli 60’ | Marcatori |  |

| Arbitro: | Gonella (Torino) |

|  |           |                            |
|  | Marcatori | 44’ (aut.) Sali 73’ Oriali |

#### Girone di ritorno
| Arbitro: | Longhi (Roma) |

|                         |           |            |
| Chiodi 14’ De Ponti 70’ | Marcatori | 23’ Muraro |

| Arbitro: | Ciacci (Firenze) |

|                          |           |  |
| Muraro 33’ Altobelli 68’ | Marcatori |  |

| Arbitro: | Pieri (Genova) |

|                                   |           |                       |
| Chiarugi 21’ Facchetti 83’ (aut.) | Marcatori | 26’ Oriali 62’ Muraro |

| Milano 19 febbraio 1978, ore 15:30 19ª giornata | Inter              | 0 – 0 | Torino | Stadio San Siro\| Arbitro: \| Michelotti (Parma) \| |
| Arbitro:                                        | Michelotti (Parma) |       |        |                                                     |

| Arbitro: | Gonella (Torino) |

|             |           |  |
| Clerici 87’ | Marcatori |  |

| Arbitro: | Ciulli (Roma) |

|                          |           |           |
| Scanziani 46’ Muraro 75’ | Marcatori | 14’ Sella |

| Milano 12 marzo 1978, ore 15:30 22ª giornata | Milan           | 0 – 0 | Inter | Stadio San Siro\| Arbitro: \| Menegali (Roma) \| |
| Arbitro:                                     | Menegali (Roma) |       |       |                                                  |

| Arbitro: | Reggiani (Bologna) |

|                          |           |  |
| Muraro 70’ Altobelli 82’ | Marcatori |  |

| Arbitro: | Longhi (Roma) |

|  |           |            |
|  | Marcatori | 77’ Oriali |

| Milano 2 aprile 1978, ore 15:30 25ª giornata | Inter         | 0 – 0 | Verona | Stadio San Siro\| Arbitro: \| Ciulli (Roma) \| |
| Arbitro:                                     | Ciulli (Roma) |       |        |                                                |

| Arbitro: | Serafino (Roma) |

|                            |           |                     |
| Bettega 33’ Cuccureddu 41’ | Marcatori | 25’ Bini 26’ Muraro |

| Arbitro: | Pieri (Genova) |

|                          |           |               |
| Grop 30’ Bini 70’ (aut.) | Marcatori | 67’ Altobelli |

| Arbitro: | Lo Bello (Siracusa) |

|                                    |           |                        |
| Altobelli 25’, 65’ Muraro 41’, 75’ | Marcatori | 24’ Casaroli 42’ Bacci |

| Arbitro: | Mattei (Macerata) |

|                |           |              |
| Castronaro 20’ | Marcatori | 77’ Anastasi |

| Arbitro: | Gonella (Torino) |

|                          |           |                      |
| Muraro 37’ Scanziani 75’ | Marcatori | 41’ (aut.) Facchetti |

### Coppa Italia

#### Primo turno
| Arbitro: | Ciulli (Roma) |

|  |           |                          |
|  | Marcatori | 61’ Altobelli 64’ Oriali |

| Milano 24 agosto 1977 2ª giornata | Inter               | 0 – 0 | Ascoli | Stadio San Siro\| Arbitro: \| Panzino (Catanzaro) \| |
| Arbitro:                          | Panzino (Catanzaro) |       |        |                                                      |

| Arbitro: | Serafino (Roma) |

|                                       |           |             |
| Altobelli 49’ Fedele 75’ Anastasi 87’ | Marcatori | 12’ Pircher |

| Arbitro: | Menegali (Roma) |

|  |           |                        |
|  | Marcatori | 6’ Muraro 65’ Anastasi |

#### Secondo turno
| Arbitro: | Celli (Trieste) |

|  |           |                         |
|  | Marcatori | 63’ Anastasi 76’ Muraro |

| Arbitro: | Paparesta (Bari) |

|                               |           |                   |
| Altobelli 46’ Gola 69’ (aut.) | Marcatori | 78’, 84’ Barducci |

| Arbitro: | Lo Bello (Siracusa) |

|            |           |  |
| Muraro 48’ | Marcatori |  |

| Firenze 28 maggio 1978 4ª giornata | Fiorentina    | 0 – 0 | Inter | Stadio Comunale\| Arbitro: \| Prati (Parma) \| |
| Arbitro:                           | Prati (Parma) |       |       |                                                |

| Arbitro: | Governa (Alessandria) |

|                                    |           |  |
| Muraro 10’ Pavone 32’ Anastasi 38’ | Marcatori |  |

| Torino 4 giugno 1978 6ª giornata | Torino            | 0 – 0 | Inter | Stadio Comunale\| Arbitro: \| Bergamo (Livorno) \| |
| Arbitro:                         | Bergamo (Livorno) |       |       |                                                    |

#### Finale
| Arbitro: | Menicucci (Firenze) |

|                        |           |             |
| Altobelli 18’ Bini 87’ | Marcatori | 6’ Restelli |

### Coppa UEFA
| Arbitro: | Wöhrer |

|  |           |              |
|  | Marcatori | 77’ Q'ipiani |

| Tbilisi 28 settembre 1977 Trentaduesimi di finale - Ritorno | Dinamo Tbilisi | 0 – 0 | Inter | Dinamo Arena\| Arbitro: \| Eschweiler \| |
| Arbitro:                                                    | Eschweiler     |       |       |                                          |

## Statistiche
Statistiche aggiornate all'8 giugno 1978.

### Statistiche di squadra
| Competizione | Punti | In casa | In casa | In casa | In casa | In casa | In casa | In trasferta | In trasferta | In trasferta | In trasferta | In trasferta | In trasferta | Totale | Totale | Totale | Totale | Totale | Totale | D.R. |
| Competizione | Punti | G       | V       | N       | P       | Gf      | Gs      | G            | V            | N            | P            | Gf           | Gs           | G      | V      | N      | P      | Gf     | Gs     | D.R. |
| ------------ | ----- | ------- | ------- | ------- | ------- | ------- | ------- | ------------ | ------------ | ------------ | ------------ | ------------ | ------------ | ------ | ------ | ------ | ------ | ------ | ------ | ---- |
| Serie A      | 36    | 15      | 8       | 4       | 3       | 18      | 10      | 15           | 5            | 6            | 4            | 17           | 14           | 30     | 13     | 10     | 7      | 35     | 24     | 11   |
| Coppa Italia | -     | 6       | 4       | 2       | 0       | 11      | 4       | 5            | 3            | 2            | 0            | 6            | 0            | 11     | 7      | 4      | 0      | 17     | 4      | 13   |
| Coppa UEFA   | -     | 1       | 0       | 0       | 1       | 0       | 1       | 1            | 0            | 1            | 0            | 0            | 0            | 2      | 0      | 1      | 1      | 0      | 1      | −1   |
| Totale       | -     | 22      | 12      | 6       | 4       | 29      | 15      | 21           | 8            | 9            | 4            | 23           | 14           | 43     | 20     | 15     | 8      | 52     | 29     | 23   |

### Statistiche dei giocatori
Fonti:
| Giocatore    | Serie A  | Serie A | Serie A     | Serie A    | Coppa Italia | Coppa Italia | Coppa Italia | Coppa Italia | Coppa UEFA | Coppa UEFA | Coppa UEFA  | Coppa UEFA | Totale   | Totale | Totale      | Totale     |
| Giocatore    | Presenze | Reti    | Ammonizioni | Espulsioni | Presenze     | Reti         | Ammonizioni  | Espulsioni   | Presenze   | Reti       | Ammonizioni | Espulsioni | Presenze | Reti   | Ammonizioni | Espulsioni |
| ------------ | -------- | ------- | ----------- | ---------- | ------------ | ------------ | ------------ | ------------ | ---------- | ---------- | ----------- | ---------- | -------- | ------ | ----------- | ---------- |
| R. Acanfora  | 1        | 0       | ?           | ?          | ?            | 0            | ?            | ?            | 0          | 0          | 0           | 0          | 1+       | 0      | 0+          | 0+         |
| A. Altobelli | 28       | 10      | 0           | 0          | ?            | 4            | ?            | ?            | 2          | 0          | 0           | 0          | 30+      | 14     | 0+          | 0+         |
| P. Anastasi  | 19       | 3       | ?           | ?          | ?            | 4            | ?            | ?            | 1          | 0          | ?           | ?          | 20+      | 7      | ?           | ?          |
| G. Baresi    | 28       | 0       | ?           | ?          | ?            | 0            | ?            | ?            | 2          | 0          | ?           | ?          | 30+      | 0      | ?           | ?          |
| G. Bini      | 19       | 1       | ?           | ?          | ?            | 1            | ?            | ?            | 2          | 0          | ?           | ?          | 21+      | 2      | ?           | ?          |
| I. Bordon    | 30       | -24     | ?           | ?          | ?            | ?            | ?            | ?            | 2          | -1         | ?           | ?          | 32+      | -25+   | ?           | ?          |
| N. Canuti    | 24       | 0       | ?           | ?          | ?            | 0            | ?            | ?            | 2          | 0          | ?           | ?          | 26+      | 0      | ?           | ?          |
| O. Chierico  | 6        | 0       | ?           | ?          | ?            | 0            | ?            | ?            | 0          | 0          | 0           | 0          | 6+       | 0      | 0+          | 0+         |
| R. Cipollini | 0        | 0       | 0           | 0          | ?            | −1           | ?            | ?            | 0          | 0          | 0           | 0          | 0+       | 0      | 0+          | 0+         |
| G. Facchetti | 18       | 0       | ?           | ?          | ?            | 0            | ?            | ?            | 1          | 0          | ?           | ?          | 19+      | 0      | ?           | ?          |
| A. Fedele    | 17       | 0       | ?           | ?          | ?            | 1            | ?            | ?            | 1          | 0          | ?           | ?          | 18+      | 1      | ?           | ?          |
| A. Gasparini | 20       | 0       | ?           | ?          | ?            | 0            | ?            | ?            | 1          | 0          | ?           | ?          | 21+      | 0      | ?           | ?          |
| G. Marini    | 28       | 1       | ?           | ?          | ?            | 0            | ?            | ?            | 2          | 0          | ?           | ?          | 30+      | 1      | ?           | ?          |
| C. Merlo     | 20       | 0       | ?           | ?          | ?            | 0            | ?            | ?            | 1          | 0          | ?           | ?          | 21+      | 0      | ?           | ?          |
| C. Muraro    | 24       | 9       | ?           | ?          | ?            | 4            | ?            | ?            | 2          | 0          | ?           | ?          | 26+      | 13     | ?           | ?          |
| G. Oriali    | 26       | 4       | ?           | ?          | ?            | 1            | ?            | ?            | 2          | 0          | ?           | ?          | 28+      | 5      | ?           | ?          |
| G. Pavone    | 13       | 0       | ?           | ?          | ?            | 1            | ?            | ?            | 2          | 0          | ?           | ?          | 15+      | 1      | ?           | ?          |
| G. Roselli   | 14       | 0       | ?           | ?          | ?            | 0            | ?            | ?            | 0          | 0          | 0           | 0          | 14+      | 0      | 0+          | 0+         |
| A. Scanziani | 23       | 6       | ?           | ?          | ?            | 0            | ?            | ?            | 2          | 0          | ?           | ?          | 25+      | 6      | ?           | ?          |
| R. Tricella  | 1        | 0       | ?           | ?          | ?            | 0            | ?            | ?            | 0          | 0          | 0           | 0          | 1+       | 0      | 0+          | 0+         |

## Giovanili

La formazione Primavera nerazzurra al terzo successo consecutivo nella coppa di categoria.

### Piazzamenti
- Primavera:
  - Campionato: ?
  - Coppa Italia: vincitrice
  - Torneo di Viareggio: 3º posto